# سامانه دوربین مجازی

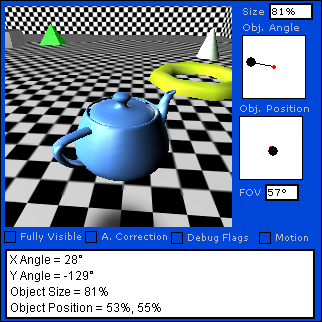
پیش‌نمونه یک سامانه دوربین مجازی که مولفه‌های قابل تنظیم دوربین را نشان می‌دهد.

در بازی‌های ویدئویی سه‌بعدی، یک سامانه دوربین مجازی با هدف کنترل یک یا چند دوربین برای نمایش دادن نمایی از یک دنیای مجازی سه‌بعدی به کار گرفته می‌شود. سامانه‌های دوربین در بازی‌های ویدئویی با هدف نمایش حرکات از بهترین زاویه ممکن ساخته می‌شوند. این سامانه‌ها معمولاً در دنیاهای مجازی سه‌بعدی با زاویه دید سوم‌شخص استفاده می‌شوند.
به‌طور کلی، سه نوع سامانه دوربین وجود دارد. در سامانه دوربین ثابت، دوربین به‌هیچ‌وجه حرکت نمی‌کند و سامانه شخصیت بازیکن را در توالی‌ای از تصاویر ثابت نشان می‌دهد. از طرف دیگر، دوربین‌های ردیاب حرکات شخصیت را دنبال می‌کنند. در نهایت، سامانه دوربین تعاملی نیمه‌خودکار بوده و به بازیکن اجازه تغییر دستی زاویه دید را می‌دهند.

## نمای سوم شخص

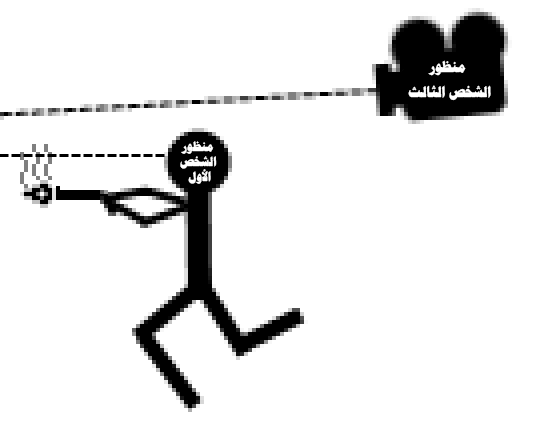
جزئیات نمای سوم شخص

در بازی های ویدیویی، «سوم شخص» به ژرفانمایی اشاره دارد که از یک فاصله ثابت پشت و کمی بالاتر از شخصیت بازیکن ارائه می شود. این دیدگاه به بازیکنان اجازه می‌دهد تا  آواتار قوی‌تری را ببینند و در بازی‌های اکشن و بازی‌های اکشن ماجراجویی رایج‌تر است. بازی‌هایی با این دیدگاه اغلب از صدای موقعیتی استفاده می‌کنند، جایی که حجم صداهای محیط بسته به موقعیت آواتار متفاوت است.
اساساً سه نوع سیستم دوربین سوم شخص وجود دارد: "سیستم های دوربین ثابت" که در آن موقعیت های دوربین در طول ساخت بازی تنظیم می شود. "سیستم های دوربین ردیابی" که در آن دوربین به سادگی شخصیت بازیکن را دنبال می کند. و "سیستم های دوربین تعاملی" که تحت کنترل بازیکن هستند.